# La Manière forte (film, 1943)
Pour les articles homonymes, voir La Manière forte et The Hard Way.
Pour plus de détails, voir Fiche technique et Distribution.
La Manière forte (The Hard Way) est un film américain en noir et blanc réalisé par Vincent Sherman, sorti en 1943.
Le film est basé sur l'histoire d'Irwin Shaw relatant les relations de Ginger Rogers avec son premier mari, Jack Pepper, qu'elle a épousé en 1928 à l'âge de 17 ans, et de sa propre mère Lela.

## Synopsis
Le film débute par un interrogatoire. Un agent demande à une fille, prénommée Katie la raison qui l'a poussée à une tentative de suicide. Elle se met alors à raconter l'histoire qui va suivre...
Helen et sa sœur Katie vivent misérablement dans une cité charbonnière. Helen est mariée depuis 6 ans à un homme respectable mais peu fortuné. Aussi, lorsque sa sœur réclame de quoi s'acheter une robe pour le bal de fin d'année, les finances ne le permettent pas. Helen enrage envers son mari. Ce même soir, Katie est remarquée par un artiste renommé qui promet de l'épouser. Elle gagne le monde du spectacle et ses promesses de fortune. Aussitôt Helen quitte son mari et rejoint sa sœur. Elle n'aura alors de cesse d'exploiter le talent de sa sœur pour son propre profit. Tout d'abord, elle ruine l'amitié des deux artistes avec qui Katie faisait équipe. Ensuite, elle brise l'affection et l'amour qui unissait Katie et Paul, son partenaire. À force d'abus et puisant dans ses dernières ressources physiques, Katie s'effondre au beau milieu d'une représentation. Prenant enfin conscience de la perversité de sa sœur, Katie lui déclare qu'elle ne veut plus la revoir. Katie retrouve Paul à la sortie des artistes et renouent leur affection.
On retrouve Helen comme au début du film, interrogée à propos de sa tentative de suicide. L'agent lui demande : « Avez-vous de la famille ou des amis ? »... son cœur lâche et elle meurt dans les bras de l'agent.

## Fiche technique
- Titre original : The Hard Way
- Titre français : La Manière forte
- Titre belge francophone : L'Engrenage
- Réalisation : Vincent Sherman
- Scénario : Daniel Fuchs, Peter Viertel ; histoire : Jerry Wald
- Photographie : James Wong Howe
- Montage : Thomas Pratt
- Musique : Heinz Roemheld
- Direction artistique : Max Parker
- Costumes : Orry-Kelly
- Producteur : Jerry Wald
- Société de distribution : Warner Bros.
- Pays d'origine : États-Unis
- Format : Noir et blanc — 35 mm — 1,37:1 — Son : Mono (RCA Sound System)
- Genre : Film musical, drame romantique
- Durée : 109 min
- Dates de sortie :
  -  États-Unis : 20 février 1943
  -  France : 6 avril 1945

## Distribution
- Ida Lupino : Mme Helen Chernen
- Dennis Morgan : Paul Collins
- Joan Leslie : 'Katie' Blaine
- Jack Carson : Albert Runkel
- Gladys George : Lily Emery
- Faye Emerson : Ice Cream Parlor Waitress
- Paul Cavanagh : John "Jack" Shagrue
- Dolores Moran : jeune blonde (non créditée)
- Emory Parnell : le policier (non crédité)